# Leucanopsis longa
Leucanopsis longa là một loài bướm đêm thuộc phân họ Arctiinae, họ Erebidae.